# Anax longipes
Anax longipes är en trollsländeart som beskrevs av Hagen 1861. Anax longipes ingår i släktet Anax och familjen mosaiktrollsländor. IUCN kategoriserar arten globalt som livskraftig. Inga underarter finns listade i Catalogue of Life.